# Diostrombus annetti
Diostrombus annetti är en insektsart som först beskrevs av Frederick Arthur Godfrey Muir 1918.  Diostrombus annetti ingår i släktet Diostrombus och familjen Derbidae. Inga underarter finns listade i Catalogue of Life.